# Postój lodowca
Postój lodowca (stagnacja lodowca) – zjawisko, polegające na tym, że lodowiec nie zmienia swojego zasięgu przez co najmniej kilka lat. Ma to miejsce wówczas, gdy bilans masy lodowca jest w zerowy, tzn. ablacja i akumulacja są sobie równe. 
W wyniku długotrwałego postoju lodowca dochodzi do akumulacji moren czołowych i bocznych. W rzeczywistości długotrwały postój lodowca jest zjawiskiem bardzo rzadkim. Większość wałów morenowych formowana jest w wyniku oscylacji czoła lodowca.
Termin ten odnosi się zarówno do lądolodu jak i lodowców górskich.